# Нові пригоди мурахи та блохи
«Нові пригоди мурахи та блохи» (інша назва: «Казка») — радянський двосерійний телефільм-казка 1980 року, знятий режисером Коте Сурмавою на кіностудії «Грузія-фільм».

## Сюжет
Сучасний варіант грузинської народної казки. Про те, як блоха виручила з біди мураху. У фільмі знімався вокально-інструментальний ансамбль «Мзіурі» Тбіліського палацу піонерів та школярів.

## У ролях
- Георгій Сіхарулідзе — Блоха
- Каха Дагелашвілі — Мураха
- Бакурі Бакурадзе — «мзіурівець»
- Іраклій Бенделіані — «мзіурівець»
- Леван Бокучава — «мзіурівець»
- М. Маргвелашвілі — «мзіурівець»
- Ваніко Мачаваріані — «мзіурівець»
- Алеко Стуруа — «мзіурівець»
- Георгій Чхаїдзе — «мзіурівець»
- Софіко Чіаурелі — Лицар
- Юрій Васадзе — Цар Мишей
- Георгій Кавтарадзе — Кіт у чоботах
- Гіві Берікашвілі — Цар Кабан (дублював Саранцев Юрій Дмитрович|Ю. Саранцев)
- Григорій Цитайшвілі — дядько Гриша
- Валерій Аргвліані — Атаман
- Нугзар Гелашвілі — свита Кота у чоботах
- Мераб Донадзе — радник Кота у чоботах
- Омар Хопелія — свита Кота у чоботах
- Ека Вібліані — Колосок
- Ека Берідзе — епізод
- Г. Бусківадзе — епізод
- Тамара Бухнікашвілі — епізод
- Гела Гіоргадзе — епізод
- Р. Демчинський — епізод
- В. Карбая — епізод
- М. Качарава — епізод
- Нодар Маргвелашвілі — епізод
- Д. Меладзе — епізод
- В. Мурванідзе — епізод
- К. Пайчадзе — епізод
- Е. Сагарадзе — епізод
- Д. Татулова — епізод
- Н. Чантладзе — епізод
- Майя Чконія — епізод
- Мзія Арабулі — епізод
- Ія Гамбашидзе — епізод
- Олена Гелашвілі — епізод
- Вільгельм Гогічайшвілі — епізод
- Іраклій Датукішвілі — епізод
- Дареджан Джоджуа — епізод
- Нукрі Лурсманашвілі — епізод
- В. Пхакадзе — епізод
- Н. Сіхарулідзе — епізод
- Манана Сурмава — епізод
- О. Хоперія — епізод
- М. Чумбадзе — епізод
- Флора Шеданія — епізод

## Знімальна група
- Режисер — Коте Сурмава
- Сценарист — Марі Гвелесіані
- Оператор — Леван Намгалашвілі
- Композитор — Гомар Сихарулідзе
- Художник — Давид Лурсманашвілі